# Tin
Tin (latin Stannum) er et grundstof med atomnummer 50 i det periodiske system. Symbol Sn.
Stanniol har navn efter det latinske navn for tin, men i dag er stanniol lavet af aluminium. Tin smelter ved 232 °C. 
Metallet udvindes af kassiterit (SnO2), og bliver renset for kobber, jern og bly, som findes i malmen.
Efter guld, kobber og sølv er tin det tidligst kendte metal.
I Egypten er der fundet tingenstande, som er næsten 6000 år gamle.
Man kan tjekke, om tin er rent ved at holde det ind til øret og bøje lidt på det. Da skal man høre en knitren som følge af, at krystallerne gnider mod hinanden.
5-15 % tin indgår sammen med kobber i legeringen bronze. Loddetin bestod tidligere af en tin/bly legering, som oftest 63 % tin og 37 % bly. Da denne har et lavt smeltepunkt (183 °C), har man i særlige tilfælde tilsat andre metaller (sølv, bismut) i mindre mængder.
Fra 1. juli 2006 har EU's Waste Electrical and Electronic Equipment Directive (WEEE-direktivet) og Restriction of Hazardous Substances Directive (RoHS-direktivet) forbudt brug af bly i elektronik. Derfor anvendes nu andre blandinger som eksempelvis Sn-Ag-Cu (tin-sølv-kobber).
Ved skarringsopgaver i forbindelse med karrosseriskader på biler kan man lukke samlingerne med karrosseritin, der består af 1 % antimon, 29 % tin og 70 % bly. Dette sikrer, at eventuelt indefra kommende korrosion bremses. Under dette arbejde skal der anvendes punktudsugning og arbejdshandsker.